# Championnats du monde de cyclisme sur piste juniors 2013
Navigation
Édition précédente Édition suivante
Les Championnats du monde de cyclisme sur piste juniors 2013 se sont déroulés du 7 au 11 août 2013 sur le Commonwealth Arena and Sir Chris Hoy Velodrome à Glasgow en Écosse au Royaume-Uni.

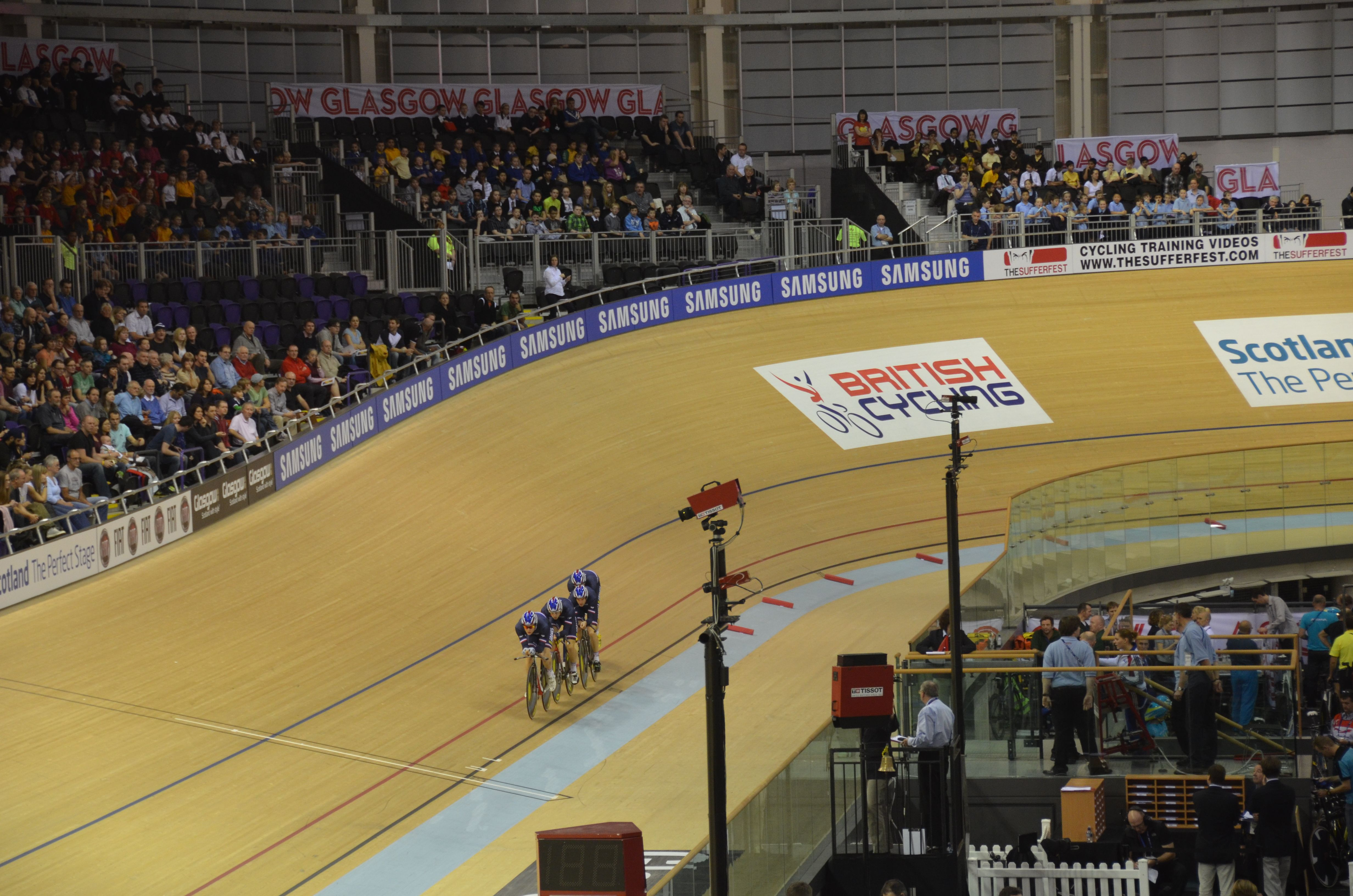
Sir Chris Hoy Velodrome en 2012

## Podiums masculins
| Épreuves               | Or                                                                   | Argent                                                                   | Bronze                                                                    |
| ---------------------- | -------------------------------------------------------------------- | ------------------------------------------------------------------------ | ------------------------------------------------------------------------- |
| Kilomètre              | Maximilian Dörnbach (GER)                                            | Alexander Dubchenko (RUS)                                                | Zachary Shaw (AUS)                                                        |
| Keirin                 | Sergey Gorlov (RUS)                                                  | Jaroslav Snášel (CZE)                                                    | Alexander Dubchenko (RUS)                                                 |
| Vitesse individuelle   | Svajunas Jonauskas (LTU)                                             | Jeremy Presbury (NZL)                                                    | Vladislav Fedin (RUS)                                                     |
| Vitesse par équipes    | Australie Jai Angsuthasawit Patrick Constable Alexander Radzikiewicz | Russie Alexander Dubchenko Vladislav Fedin Sergey Gorlov                 | Allemagne Maximilian Dörnbach Jan May Patryk Rahn                         |
| Poursuite individuelle | Zachary Shaw (AUS)                                                   | Callum Scotson (AUS)                                                     | Pavel Chursin (RUS)                                                       |
| Poursuite par équipes  | Australie Jack Edwards Joshua Harrison Callum Scotson Sam Welsford   | Nouvelle-Zélande Liam Aitcheson Regan Gough Joshua Haggerty Connor Stead | Russie Timur Gizzatullin Sergei Mosin Andrey Prostokishin Dmitri Strakhov |
| Scratch                | Manuel Porzner (GER)                                                 | Joshua Haggerty (NZL)                                                    | Cristian Cornejo (CHI)                                                    |
| Course aux points      | Benjamin Thomas (FRA)                                                | Liam Aitcheson (NZL)                                                     | Ivo Oliveira (POR)                                                        |
| Américaine             | Danemark Mathias Krigbaum Jonas Poulsen                              | Nouvelle-Zélande Liam Aitcheson Regan Gough                              | Australie Joshua Harrison Sam Welsford                                    |
| Omnium                 | Jack Edwards (AUS)                                                   | Marc Jurczyk (GER)                                                       | Casper Pedersen (DEN)                                                     |

## Podiums féminins
| Épreuves               | Or                                                           | Argent                                                                         | Bronze                                                               |
| ---------------------- | ------------------------------------------------------------ | ------------------------------------------------------------------------------ | -------------------------------------------------------------------- |
| 500 mètres             | Dannielle Khan (GBR)                                         | Mélissandre Pain (FRA)                                                         | Tian Beckett (AUS)                                                   |
| Keirin                 | Mélissandre Pain (FRA)                                       | Dannielle Khan (GBR)                                                           | Kim Soo-jin (KOR)                                                    |
| Vitesse individuelle   | Dannielle Khan (GBR)                                         | Nicky Degrendele (BEL)                                                         | Mélissandre Pain (FRA)                                               |
| Vitesse par équipes    | Australie Tian Beckett Tennille Falappi                      | Russie Tatiana Kiseleva Ekaterina Rogovaya                                     | Corée du Sud Jang Yeon-hee Kim Soo-jin                               |
| Poursuite individuelle | Lauren Perry (AUS)                                           | Natalia Mozharova (RUS)                                                        | Josie Talbot (AUS)                                                   |
| Poursuite par équipes  | Grande-Bretagne Amy Hill Hayley Jones Emily Kay Emily Nelson | Russie Anastasia Buchneva Maria Kantcyber Natalia Mozharova Svetlana Vasilieva | Australie Lauren Perry Kelsey Robson Macey Stewart Elissa Wundersitz |
| Scratch                | Jessica Parra (COL)                                          | Kinley Gibson (CAN)                                                            | Amalie Dideriksen (DEN)                                              |
| Course aux points      | Arianna Fidanza (ITA)                                        | Elissa Wundersitz (AUS)                                                        | Hayley Jones (GBR)                                                   |
| Omnium                 | Anna Knauer (GER)                                            | Soline Lamboley (FRA)                                                          | Emily Kay (GBR)                                                      |

## Tableau des médailles
| Rang  | Nation           | Or | Argent | Bronze | Total |
| ----- | ---------------- | -- | ------ | ------ | ----- |
| 1     | Australie        | 6  | 2      | 5      | 13    |
| 2     | Grande-Bretagne  | 3  | 1      | 2      | 6     |
| 3     | Allemagne        | 3  | 1      | 1      | 5     |
| 4     | France           | 2  | 2      | 1      | 5     |
| 5     | Russie           | 1  | 5      | 4      | 10    |
| 6     | Danemark         | 1  | 0      | 2      | 3     |
| 7     | Colombie         | 1  | 0      | 0      | 1     |
| 7     | Lituanie         | 1  | 0      | 0      | 1     |
| 7     | Italie           | 1  | 0      | 0      | 1     |
| 10    | Nouvelle-Zélande | 0  | 5      | 0      | 5     |
| 11    | Belgique         | 0  | 1      | 0      | 1     |
| 11    | Tchéquie         | 0  | 1      | 0      | 1     |
| 11    | Canada           | 0  | 1      | 0      | 1     |
| 14    | Corée du Sud     | 0  | 0      | 2      | 2     |
| 15    | Chili            | 0  | 0      | 1      | 1     |
| 15    | Portugal         | 0  | 0      | 1      | 1     |
| Total | Total            | 19 | 19     | 19     | 57    |